# Krzysztof Kusal
Krzysztof Zygmunt Kusal – polski językoznawca, slawista, dr hab. nauk humanistycznych, rektor Akademii Humanistyczno-Ekonomicznej w Łodzi.

## Życiorys
Obronił pracę doktorską, 24 marca 2006 habilitował się na podstawie pracy zatytułowanej Rosyjsko-polska homonimia i paronimia międzyjęzykowa. 
Profesor uczelni Akademii Humanistyczno-Ekonomicznej w Łodzi. Pracował także na takim samym stanowisku w Instytucie Filologii Słowiańskiej Wydziału Filologicznego Uniwersytetu Wrocławskiego.
Prowadzi badania z zakresu polsko-słowiańskiego językoznawstwa porównawczego, komunikacji międzykulturowej oraz teorii i praktyki przekładu. Jest autorem podręczników do nauki języka rosyjskiego. 